# Aliança Climática
A Aliança Climática é uma rede europeia de cidades, vilas e condados fundada em 1990, comprometida com a proteção do clima mundial. O Secretariado Europeu da Aliança Climática está localizado em Frankfurt am Main, Alemanha e em Bruxelas, Bélgica . A Aliança Climática tem membros na Áustria, Bielorrússia, Bélgica, Bulgária, Croácia, República Checa, Dinamarca, Finlândia, d, França, Geórgia, Alemanha, Hungria, Irlanda, Itália, Luxemburgo, Macedónia do Norte, Países Baixos, Peru, Polónia, Portugal, Roménia, Eslováquia, Eslovénia, Espanha, Suécia, Suíça e Ucrânia. 

## Finalidade e objetivos
Os quase 2.000 membros de mais de 25 países europeus pretendem reduzir as emissões de gases com efeito de estufa. Seus aliados são os povos indígenas das florestas tropicais . Os parceiros indígenas são representados pela COICA, a Coordenação das Organizações Indígenas dos nove países vizinhos da Bacia Amazônica .
Ao aderir à Climate Alliance, as cidades e municípios abraçam os objetivos da associação: 
- Esforçar-se por uma redução de 95% nas emissões de gases até 2050, em comparação com os níveis de 1990, em linha com as recomendações do IPCC .
- Implementar uma ação climática eficaz e abrangente, de acordo com os princípios da Aliança Climática.
- Promover a justiça climática juntamente com os povos indígenas, apoiando os seus direitos, protegendo a biodiversidade e abstendo-se da utilização de madeira gerida de forma insustentável.

Os pilares fundamentais da proteção climática local são a poupança de energia e a utilização eficiente da energia, bem como as fontes de energia renováveis e a mobilidade respeitadora do ambiente. A Aliança Climática aconselha cidades e municípios na implementação de estratégias de proteção climática e desenvolve ferramentas reconhecidas para o registo padronizado do consumo de energia e das emissões CO. Além disso, a Aliança Climática desenvolve e coordena projetos e campanhas que abordam diferentes grupos alvo. Além de atividades próprias, a Aliança Climática é parceira de outras campanhas e também participa de ações políticas. A nível nacional e internacional, defende as autoridades locais europeias envolvidas na proteção do clima e apoia organizações de povos indígenas .
{Referências}} 